# Keith Ellison
Keith Maurice Ellison (Detroit, 4 agosto 1963) è un politico e avvocato statunitense, membro della Camera dei rappresentanti per lo stato del Minnesota dal 2007 al 2019 e procuratore generale dello stesso stato a partire dal 2019.
È stato il primo musulmano convertito ad essere eletto al Congresso.